# Mitridat II. od Iberije
Mitridat II. od Iberije (gruz. მირდატ II), iz dinastije Arsakida, bio je kralj Iberije (Kartlija, današnja istočna Gruzija), od 249. do 265. godine.
Poznat je isključivo iz srednjevjekovnih Gruzijskih kronika, gdje se navodi samo da je sin Bakura I. Povjesničar Kiril Tumanov vjeruje da je u to vrijeme postojao drugi iberijski kralj, Amazasp III. (vladao od 260. do 265. godine), kojeg je Šapur I., veliki kralj Perzije, postavio za protu-kralja. Amazasp III. je poznat iz sasanidskih natpisa, ali nije poznat u gruzijskim pisanim izvorima.
Na prijestolju ga je naslijedio njegov sin Aspagur I.